# Rüpingsbach
Der Rüpingsbach und dessen wichtigster Zufluss Grotenbach bilden ein Fließgewässer im Dortmunder Süden und haben zusammen eine Länge von acht Kilometern.

## Geographie

### Grotenbach
Die historische Quelle des Grotenbachs liegt im heutigen Wittener Ortsteil Annen im Bonnermannsfeld. Dort fließt heute noch ein Rinnsal entlang des gleichnamigen Wegs, heute beginnt der Grotenbach jedoch einige hundert Meter weiter am Rohrauslass des ehemaligen Annener Gussstahlwerks. Noch in Annen nahm er den Heiligen Bach und den Steinbach auf. Während erster auf Grund von Bergsenken versiegt ist, so entspringt der Steinbach bis heute im Herrenholz im Ardey, verschwindet jedoch südlich von Annen im Kanal.
Von Annen aus durchquert der Grotenbach anschließend Rüdinghausen sowie die Dortmunder Stadtteile Persebeck und Großholthausen. Hier mündet der Kruckeler Bach, der seinerseits im Wittener Ortsteil Schnee entspringt, in den Grotenbach.

### Holthauser Bach
Etwas weiter nördlich vereinigen sich Grotenbach und Kirchhörder Bach. Ab hier waren dem Bach früher andere Namen gegeben. So hieß er um 1919 Holthauser Bach und im Unterlauf Mühlenbach. 

### Rüpingsbach
Heute beginnt ab hier der Rüpingsbach, der seinen Weg weiter durch Barop nach Schönau fortsetzt, wo er in die Emscher mündet.
Der Rüpingsbach ist Teil des Emschersystems und diente jahrzehntelang der Abwasserentsorgung. Der Bach floss kanalisiert in einem Betonbett. Mit dem Umbau des Emschersystems durch die Emschergenossenschaft wurde das Gewässer renaturiert. Sogar ein Mitmach-Weinberg ist in diesem Zusammenhang entstanden, wo Cabaret Noir angebaut wird.

### Nebenflüsse
Im Folgenden werden die Nebenflüsse des Rüpingsbachs in der Reihenfolge von der Quelle zur Mündung genannt. Angegeben wird jeweils die orografische Lage, die Mündungsposition mit Angabe des Stationierungskilometers, die Länge, die Größe des Einzugsgebietes, die Mündungshöhe und die Gewässerkennzahl (Anmerkung: Für die bessere Sortierbarkeit wurde ein Leerzeichen eingefügt).
| Name             | Lage   | Länge [km] | Einzugsgebiet [km²] | Mündungshöhe [m ü. NHN] | DGKZ     |
| ---------------- | ------ | ---------- | ------------------- | ----------------------- | -------- |
| Salinger Bach    | links  |            |                     | 96                      |          |
| Höfelbach        | links  | 3,5        |                     | 93                      | 27721612 |
| Kruckeler Bach   | rechts | 3,6        |                     | 90                      | 2772164  |
| Kirchhörder Bach | rechts | 5,2        | 7,640               | 87                      | 2772162  |
| Baroper Bach     | links  |            |                     | 80                      | 277216?? |
| Breddegraben     | links  | 1,4        |                     | 80                      | 2772166  |
| Rahmkebach       | links  | 1,6        |                     | 80                      | 27721692 |

## Renaturierung
Am Rüpingsbach wurde im Zuge der Renaturierung ein Uferweg in Höhe des Naturschutzgebietes An der Panne eingerichtet, der unter anderem entlang der früheren Rüpingsmühle und des ehemaligen Bahndamms der Zeche Henriette zum Baroper Bahnhof führt. Dabei wird auf diese frühen Zeugen der Industrialisierung im Dortmunder Süden mit Schildern hingewiesen.